# Martín Manso de Zúñiga
Martín Manso de Zúñiga (Oña o Canillas, ? - Aranda de Duero, 21 de junio de 1630), clérigo español que llegó a ser obispo de Oviedo y Osma.

## Biografía
Fue becario en el Colegio del Arzobispo de la universidad de Salamanca desde 1609, fue vicario general del obispado de Calahorra, canónigo de la iglesia de Santo Domingo de la Calzada, arcediano de Bilbao, juez metropolitano del arzobispado de Santiago de Compostela y prior de Roncesvalles. 
En 1616 fue nombrado obispo de Oviedo, de donde salió promovido al de Osma en 1623.
| Predecesor: Francisco de la Cueva        | Obispo de Oviedo 1616 – 1623 | Sucesor: Juan de Torres Osorio   |
| Predecesor: Cristóbal de Lobera y Torres | Obispo de Osma 1623 – 1630   | Sucesor: Domingo Pimentel Zúñiga |